# Astana (stad)
Astana (Kazachs: Астана, Russisch: Астана, voorheen Nur-Sultan, Akmolinsk, Tselinograd en Aqmola geheten) is de hoofdstad van Kazachstan, gelegen aan de rivier Isjim, in Noord-Kazachstan, in een vlak steppegebied.
De stad, die 1.035.537 inwoners telt, is sinds 1997 de hoofdstad van Kazachstan. De stad werd tussen maart 2019 en september 2022 Nur-Sultan genoemd, naar Noersoeltan Nazarbajev, de eerste president van Kazachstan.

## Geschiedenis
De stad werd in 1824 gesticht door Siberische Kozakken als een fort aan de bovenloop van de rivier Isjim. De stad kreeg de naam Akmolinsk. In 1961, werd de stad hernoemd tot Tselinograd en tot hoofdstad uitgeroepen van het Sovjetterritorium van de "Maagdelijke Gronden" (in het Russisch: "tselina"). Dit geschiedde in het kader van een campagne van Nikita Chroesjtsjov om op grote schaal steppegrond tot landbouwgrond te ontginnen.
Nadat Kazachstan onafhankelijk was geworden, werden de stad en het omliggende territorium hernoemd tot Aqmola ("Witte Grafsteen", 1991). In 1994 werd de stad aangewezen als de toekomstige hoofdstad van het nieuwe onafhankelijke land. De stad kreeg, nadat zij in 1997 hoofdstad werd in plaats van Almaty, haar nieuwe naam Astana. Astana is Kazachs voor 'hoofdstad'. Er worden verschillende redenen aangegeven voor de verplaatsing van de hoofdstad naar een stad in het centrum van de Kazachse steppe. Sommigen menen dat het doel was om een betere controle te krijgen over het hoofdzakelijk door Russen bewoonde noorden van het land, teneinde eventuele strevingen tot afscheiding te voorkomen. Anderen beweren dat hiermee een strategisch doel beoogd wordt: de hoofdstad te verplaatsen naar een locatie die verder af ligt van de grens met het op dat moment volkrijkste land ter wereld; Almaty ligt namelijk op slechts 250 km van de grens met China. Het besluit tot verplaatsing van de hoofdstad zou ook een symbolische betekenis kunnen hebben, waarbij de stichter der natie (president Nazarbajev) in de voetsporen zou willen treden van Atatürk, die de hoofdstad van Turkije verplaatste naar Ankara.
Sinds de verhuizing zijn er gigantische bouwprojecten van start gegaan in de nieuwe hoofdstad, omdat het niet ontbrak aan inkomsten uit aardolie. Er werden in snel tempo gebouwen voor de ministeries, een groot presidentieel paleis, vele parken en monumenten opgericht. President Nazarbajev wilde van de stad niet alleen het centrum van Kazachstan maken, maar ook dat van heel Centraal-Azië. De overheersende stijl van de nieuwe gebouwen is een etno-postmodernisme naar het voorbeeld van Albert Speer. Internationaal bekende architecten als Norman Foster en Kisho Kurokawa kregen ook opdrachten voor grote projecten.
Op 22 maart 2019 werd de stad hernoemd tot Nur-Sultan, ter ere van president Noersoeltan Nazarbajev die op diezelfde dag aftrad. De nieuwe president Kassim-Zjomart Tokajev heeft het plan bedacht op 21 maart, een dag later is het goedgekeurd door het parlement. Sindsdien heette de stad Nur-Sultan. Er waren de eerste dagen flink wat protesten, sommige inwoners vonden de naam van de stad een verheerlijking voor de ex-president. De stad had destijds bijna 21 jaar Astana geheten. Op 13 september 2022 werd door president Tokajev besloten de naamswijziging terug te draaien. Hiermee kreeg de hoofdstad van Kazachstan de oude naam Astana terug.

## Geografie

### Klimaat
| Maand                       | jan   | feb   | mrt   | apr   | mei  | jun  | jul  | aug  | sep  | okt   | nov   | dec   | Jaar  |
| --------------------------- | ----- | ----- | ----- | ----- | ---- | ---- | ---- | ---- | ---- | ----- | ----- | ----- | ----- |
| Hoogste maximum (°C)        | 3,8   | 8,2   | 20,4  | 29,5  | 35,2 | 38,8 | 40,1 | 38,2 | 36,1 | 26,7  | 14,8  | 4,5   | 40,1  |
| Gemiddeld maximum (°C)      | −10,1 | −9,4  | −2,4  | 11,0  | 20,5 | 25,9 | 26,8 | 25,3 | 18,9 | 9,7   | −1,7  | −8,1  | 8,9   |
| Gemiddelde temperatuur (°C) | −14,0 | −13,9 | −7,3  | 5,5   | 14,1 | 19,4 | 20,8 | 19,0 | 12,8 | 4,9   | −5,5  | −12,2 | 3,6   |
| Gemiddeld minimum (°C)      | −17,9 | −18,4 | −12,1 | 0     | 7,6  | 12,9 | 14,9 | 12,6 | 6,6  | 0,1   | −9,3  | −16,2 | −1,6  |
| Laagste minimum (°C)        | −37,7 | −37,3 | −35,2 | −22,8 | −7,0 | −1,5 | 4,6  | 0,4  | −4,7 | −17,5 | −35,1 | −36,6 | −37,7 |
|                             |       |       |       |       |      |      |      |      |      |       |       |       |       |
| Neerslag (mm)               | 16,5  | 14,4  | 15,1  | 20,2  | 33,1 | 39,5 | 48,6 | 32,8 | 21,7 | 27,2  | 26,4  | 21,7  | 317,2 |
| Bron: Климат Нур-Султан     |       |       |       |       |      |      |      |      |      |       |       |       |       |

## Demografie
Astana telt 1.029.556 inwoners (2017); meer dan het dubbele van de 493.000 inwoners die de stad in 2002 telde.
De etnische achtergrond van de inwoners was per september 2014:
- Kazach: 65,2%
- Russisch: 23,8%
- Oekraïners: 2,9%
- Tataar: 1,7%
- Duits: 1,5%
- Overig: 4,9%

## Economie
Astana vormt een speciale economische zone, met bepaalde vrijstellingen. De overheidssector is de voornaamste vorm van economische activiteit. Er wordt op dit moment veel gebouwd in de hoofdstad, aangezien de staat veel olie-inkomsten genereert.

## Transport
De Internationale Luchthaven Noersoeltan Nazarbajev is, net als heel de nieuwe stad, ontworpen door de Japanse architect Kisho Kurokawa. Verder wordt er gewerkt aan een metrosysteem.
De stad is ook een centraal knooppunt voor het treinverkeer. Vanuit de hoofdstad zijn de belangrijkste Kazachse steden te bereiken. Daarnaast zijn er verbindingen met China, Rusland, Kirgizië, Oekraïne en Oezbekistan.

## Bezienswaardigheden
- de moderne regeringswijk
- de oevers van de Isjim
- het Ak Orda, het presidentiële paleis
- de Khan Satyr
- het oceanarium
- het islamitisch centrum
- de rooms-katholieke kathedraal
- de markthal
- het Historisch Museum van Kazachstan
- de Piramide van Vrede
- de Bajterek

## Expo 2017
De wereldtentoonstelling van 2017 werd van 10 juni tot en met 10 september 2017 gehouden in Astana. Het onderwerp was Toekomstige energie.

## Sport
Diverse grote ondernemers besloten in 2006 samen de professionele wielerploeg Astana, met de bekende wielrenner Aleksandr Vinokoerov, te gaan sponsoren onder de stadsnaam. De ploeg komt onder meer uit in de Ronde van Frankrijk.
In 2011 werden de Aziatische Winterspelen georganiseerd in het toenmalige Astana en Almaty.
In Astana staat de zeer moderne overdekte ijsbaan Sportpaleis Alau. In 2015 werd er geschaatst voor het WK Sprint. De hal werd in hetzelfde jaar in augustus gebruikt voor het WK judo.
Astana FK is de belangrijkste voetbalclub van de stad en speelt haar wedstrijden in de Astana Arena. De club is meervoudig landskampioen en bekerwinnaar van Kazachstan.

## Geboren
- Aleksandr Kibalko (1973), langebaanschaatser
- Sajat Karabajev (1993), voetbalscheidsrechter
- Dmitri Morozov (1996), langebaanschaatser
- Nadezjda Morozova (1998), langebaanschaatsster
- Artoer Galijev (2000), langebaanschaatser
- Altaj Zjardembekuly (2001), langebaanschaatser

## Partnersteden
Astana heeft de volgende partnersteden:
| - 1994 İzmir (Turkije) - 1996 Gdańsk (Polen) - 1996 Sint-Petersburg (Rusland) - 1996 Tbilisi (Georgië) - 1998 Riga (Letland) - 2001 Ankara (Turkije) - 2002 Warschau (Polen) | - 2004 Bangkok (Thailand) - 2004 Kazan (Rusland) - 2004 Manilla (Filipijnen) - 2004 Seoel (Zuid-Korea) - 2005 Amman (Jordanië) - 2006 Peking (China) | - 2009 Hanoi (Vietnam) - 2010 Oefa (Rusland) - 2011 Bisjkek (Kirgizië) - 2013 Oulu (Finland) - 2014 Nice (Frankrijk) - 2014 Zagreb (Kroatië) |